# رزماری وایس-شربرگر
رزماری وایس-شربرگر (آلمانی: Rosemarie Weiß-Scherberger; ۱۹ ژوئیهٔ ۱۹۳۵ – ۲۰ ژوئیهٔ ۲۰۱۶) شمشیرباز اهل آلمان بود.
وی در مسابقات کشوری و بین‌المللی در مجموع برندهٔ ۱ مدال برنز شده‌است.